# Майкъл Томас Форд
Майкъл Томас Форд (Michael Thomas Ford) е американски писател на бестселъри в жанра гей любовен роман, фентъзи, хумор, хорър и документалистика. Писал е и фентъзи под псевдонима Isobel Bird (Изабел Бърд).

## Биография и творчество
Майкъл Томас Форд е роден на 1 октомври 1968 г. в Монровия, Либерия. Работи като радиокоментатор.
През 1992 г. е издадена първата му документална книга „100 Questions and Answers About AIDS“ (Сто въпроса и отговора за СПИН), за която е удостоен с награда на Американската библиотечна асоциация. Тя става бестселър и като една от първите книги за заболяването е използвана в различни образователни програми.
През 2001 г. е издаден първият му фентъзи роман „So Mote It Be“ от поредицата „Кръгът на трите магьосници“ под псевдонима Изабел Бърд (в чест на писателката Изабел Холанд).
През 2003 г. е издаден първият му съвременен роман „Last Summer“ на гей тематика. Удостоен е през 2004 г. с наградата „Ламбда“ за най-добър любовен роман.
През 2009 г. е публикуван първият му роман „Jane Bites Back“ от поредицата „Кръвопийцата Джейн“, в която героиня е Джейн Остин в ролята на съвременен вампир.
Майкъл Томас Форд живее с партньора си в Сан Франциско.

## Произведения

### Като Майкъл Томас Форд

#### Самостоятелни романи
- Last Summer (2003) – награда „Ламбда“ за най-добър любовен роман
- Looking for It (2004)
- Tangled Sheets (2004)
- Full Circle (2006)
- Changing Tides (2007)
- Suicide Notes (2008)
Предсмъртни писма, фен-превод
- What We Remember (2008)
- The Road Home (2010)
- Z (2010)
- Before Today (2012)

#### Серия „Кръвопийцата Джейн“ (Jane Bites)
1. Jane Bites Back (2009)
2. Jane Goes Batty (2011)
3. Jane Vows Vengeance (2012)

#### Сборници
- The Mammoth Book of Gay Erotica (1997) – сборник разкази, с още 32 писатели
- „Sting“ в Masters of Midnight (2003) – с Джеф Ман, Уилям Ман и Шон Улф
- „Carnival“ в Midnight Thirsts (2004) – с Грег Херън, Тимъти Ридж и Шон Улф

#### Документалистика
- 100 Questions and Answers About AIDS (1992) – награда на Американската библиотечна асоциация
- The Voices of AIDS (1995)
- The World Out There (1996)
- Outspoken (1998) – награда за социална и детска литература
- That's Mr. Faggott to You (1999)
- My Queer Life (2000)
- It's Not Mean If It's True (2000)
- Paths of Faith (2000)
- The Little Book of Neurosis (2001)
- My Big Fat Queer Life (2003)
- Ultimate Gay Sex (2004)
- The Path of the Green Man (2005)
- Alec Baldwin Doesn't Love Me Anymore (2015)
- That's Mr. Faggot to You (2015)

### Като Изабел Бърд

#### Серия „Кръгът на трите магьосници“ (Circle of Three)
1. So Mote It Be (2001)
2. Merry Meet (2001)
3. Second Sight (2001)
4. What the Cards Said (2001)
5. In the Dreaming (2001)
6. Ring of Light (2001)
7. Blue Moon (2001)
8. The Five Paths (2001)
9. Through the Veil (2001)
10. Making the Saint (2001)
11. The House of Winter (2001)
12. Written in the Stars (2001)
13. And It Harm None (2002)
14. The Challenge Box (2002)
15. Initiation (2002)